# 中宗 (唐)
中宗（ちゅうそう）は、唐の第4代・第6代皇帝。諱は顕。

## 生涯
高宗の七男として生まれる。当初は周王に封じられたが、後に英王に改封された。同母兄である李弘の急死と李賢の廃立の後、代わって立太子され、高宗の死から7日後の弘道元年12月11日（684年1月3日）に即位した。中宗は翌年正月1日に改元を行い、元号を嗣聖と改めた。
即位後、生母である武則天に対抗すべく、韋皇后の外戚を頼った。具体的には韋后の父である韋玄貞（元貞）を侍中に任用する計画であったが、武則天が信任する裴炎の反対に遭う。計画を反対された中宗は怒りの余り、希望すれば韋元貞に天下を与えることも可能であると発言した。この発言を理由に、即位後わずか55日で廃位され、均州・房州に流された。
代わって同母弟の李旦（睿宗）が即位したが、載初元年（690年）に廃位され、武則天が自ら即位して武周時代を迎えた。その末期の聖暦2年（699年）、李顕は武則天により再び立太子され、神龍元年（705年）にクーデタで退位を余儀なくされた武則天は李顕に譲位した（唐の再興）。
中宗は韋后を非常に信任し、朝政に参加させ、その父を王に封じた。また韋后との間にもうけた安楽公主もまた朝政に参加させた。安楽公主は自ら皇太女、さらには皇帝となることを狙い、韋后もまた武則天に倣い帝位を求めた。
景龍4年（710年）、韋后の淫乱な行為が告発されると、韋后は追及を恐れ、安楽公主とともに中宗を毒殺し、末子李重茂（殤帝）が擁立された。しかしその1ヵ月後、李旦の息子の李隆基（玄宗）により韋后と安楽公主は殺害され、殤帝は廃位された。中宗は定陵に埋葬された。

## 宗室

### 后妃
- 親王妃：趙妃（贈和思皇后） - 趙瓌と常楽公主（中国語版）（高祖の娘）のあいだの娘
- 皇后：韋皇后 - 没後に廃位される
  - 次男：懿徳太子 李重潤
  - 四女：長寧公主
  - 五女：永寿公主
  - 七女：永泰公主 李仙蕙
  - 八女：安楽公主 李裹児
- 側室：楊貴妃
- 側室：于淑妃
- 側室：于徳妃
- 側室：昭容 上官婉児
- 側室：陳昭儀
- 側室：閻充儀
- 側室：陸充容
- 側室：崔修儀
- 生母不詳の子女
  - 長男：譙王 李重福
  - 三男：節愍太子 李重俊
  - 四男：北海王 李重茂（殤帝） - 第7代皇帝
  - 長女：新都公主
  - 次女：宜城公主
  - 三女：定安公主
  - 六女：成安公主 李季姜

## 登場作品
テレビドラマ
- 『則天武后』（1995年）演：周世芸
- 『武則天 秘史（中国語版）』（2011年）演：王昊
- 『二人の王女』（2012年）演：田宇鵬
- 『謀りの後宮』（2013年）演：謝祖武
- 『武則天 -The Empress-』（2015年）演：寧文彤